# Olga Bondareva
Olga Nikolaevna Bondareva (Ольга Николаевна Бондарева) (27 avril 1937 – 9 décembre 1991) est une mathématicienne et économiste soviétique qui a notamment contribué à la théorie des jeux.

## Biographie
En 1954, elle entre à la Faculté de Mathématiques et de Mécanique de l'Université d'État de Saint-Pétersbourg, où elle obtient son diplôme de kandidat en 1963 sous la supervision de Nikolai Vorobyov (en). Elle a défendu son diplôme de doktor nauk en 1984 à la Faculté de Mathématiques appliquées et de Cybernétique, de l'Université d'État de Moscou .
D'octobre 1959 à avril 1972, elle travaille comme chercheuse junior, puis professeure associée (en recherche opérationnelle), et chercheuse titulaire en Mathématiques et en Mécanique de la Faculté de l'Université d'État de Leningrad. À partir de juin 1972 jusqu'à juillet 1984, elle est chercheuse à la Faculté de sciences Économiques de l'Université d'État de Leningrad, puis de juillet 1984 à mars 1989, chercheuse principale à l'Institut de Physique, et à partir d'octobre 1989, jusqu'à sa mort, en 1991, chercheuse de pointe de la Faculté des Mathématiques et de la Mécanique de l'Université d'État de Leningrad.
Elle était mariée à Lev Alexandrovitch Gordon, et a eu deux fils: Maxime (né en 1966 ) et Grégoire (né en 1974 ). Elle a été tuée en traversant la rue à Saint-Pétersbourg.

## Travaux scientifiques
Elle a contribué aux domaines de l'économie mathématique et en particulier la théorie des jeux, et elle est connue comme l'un des deux découvreurs du théorème de Bondareva–Shapley .

## Sources
- Гордон Л. А. Дом. — СПб.: Товарищество журнала «Нева», 1992. — 240 с. — 295 экз. —  (ISBN 5-87516-010-1)
- In memoriam Olga Bondareva (1937-1991) Games and Economic Behavior — 1992. — 4(2):318-324.
- Rosenmüller J. Nécrologie et Kulakovskaja T. E., Naumova N. I. Olga Nikolajevna Bondareva. 1937-1991 International Journal of Game Theory — 1992. — Vol. 20(4):309-312.
- Кукушкин Н. С., Меньшикова О. Р., Меньшиков И. С. Ольга Николаевна Бондарева (некролог) // Журнал вычислительной математики и математической физики. — 1992. — 32(6) 989-990. (в pdf-файле есть фотография)
- Wooders M. "Bondareva, Olga (1937-1991)" Le New Palgrave Dictionary of Economics. 2e Édition. Eds. Steven N. Durlauf et Lawrence E. Blume. — Palgrave Macmillan, 2008. эл.версия